# Fiat Trattori 50
Le Fiat OM 50 est un gros tracteur lourd, le premier d'une série de tracteurs agricoles fabriqués par la division Fiat Trattori du géant italien Fiat sous les marques Fiat et OM. 
Le modèle Fiat OM 50C à chenilles a été présenté en 1946. Les autres modèles ont suivi, 50L à chenilles larges (marais) puis 50R tracteur à roues. La gamme comprend également les modèles Fiat OM 60, 70 et 80.

## Histoire
L'étude du tracteur à chenilles Fiat 50C remonte à 1944. Après avoir lancé sur le marché en 1939 le Fiat 40 Boghetto qui, au vu de ses capacités techniques spectaculaires, fut adopté par le Regio Esercito, l'armée de terre du Roi d'Italie comme tracteur d'artillerie. La fabrication du Fiat OM 50 ne débuta qu'en 1946 après avoir été précieusement caché à l'armée allemande pendant les dernières années de la Seconde Guerre mondiale car la Wehrmacht, en quête d'engins de ce type, avait envisagé de démonter l'outillage de l'usine Fiat qui fabriquait le Fiat 40C Boghetto pour le fabriquer en Allemagne. 
Les versions à chenilles "50C & 50L" ont été commercialisées dès 1946, la version "52C" en 1947 et la version à roues "50R" en 1948. La version 50L est une version marais avec une largeur de chenilles de 450 mm au lieu des 350 de la version 50C
Le modèle Fiat 52C est strictement identique au 50C. Commercialisé un an plus tard, il dispose d'une boîte de vitesses avec des rapports plus courts pour obtenir une force de traction plus élevée. Les tracteurs Fiat 50C et 52C seront tous deux remplacés en 1951 par la gamme Fiat OM 55.

## Caractéristiques techniques
Ces deux tracteurs sont équipés du même moteur diesel Fiat-OM 4 cylindres de 5.320 cm3 de cylindrée, 4 soupapes par cylindre, développant 50 Ch à 1.400 tr/min avec une boîte de vitesses comprenant 6 rapports avant et 2 arrière. 
A froid, le lancement de ce gros moteur diesel s'opère avec un petit moteur auxiliaire à essence Fiat bicylindre type B 50C de 665 cm3 d'une puissance de 10,5 Ch à 3.000 tr/min. 
Le tracteur 50C pèse 4.630 kg à vide et peut tracter une remorque de 7.400 kg, le 50L pèse 4.910 kg.

## Les modèles dérivés

### Italie

#### Fiat OM 50CI
Fiat Trattori a toujours proposé, pour ses tracteurs de forte puissance, une version particulière baptisée CI - chenilles pour utilisation industrielle, c'est-à-dire des travaux avec une lame à l'avant. La surface d'appui est de 16 900 cm2 ce qui abaisse la pression exercée sur le sol à 0,35 kg/cm2.
Cette version diffère des versions standard sur les points suivants :
- roues tendeuses de plus gros diamètre,
- raidissement du ressort à lames transversal de suspension avant,
- protection des galets de chenilles raidies par des nervures,
- bras inférieurs adaptés à la fixation des équipements,
- 34 tuiles par chenille au lieu de 33,
- phares avant fixés en hauteur, au dessus du radiateur,
- boîte de vitesses avec inverseur de marche (on obtient ainsi autant de vitesses avant qu'arrières).

### France

#### Fiat Someca 50
Construit en France par la filiale Fiat Someca, le Fiat Someca Som 50 est identique au Fiat 50R, équipé du moteur diesel à injection directe Fiat-OM CO1D/50 de 4.156 cm3 développant 50 Ch à 1.500 tr/min. Il succède au fameux Fiat Someca DA 50 fabriqué de 1952 à 1955.
Il n'est pas rare de trouver des tracteurs badgés Som 50 mais qui sont en réalité des Som 40. Cette pratique a été courante pour les modèles exportés en Belgique notamment. Le moteur du SOM 40 Fiat-OM CO1D de 4.156 cm3 développait 45 Ch alors que le même moteur monté sur le SOM 50 était réglé à 48/50 Ch.  
Pour remplacer le 50R, en 1959, Fiat Someca présente le nouveau 511R, version française du Fiat OM 512R.

#### Fiat Someca 55 & Super 55
Le modèle Som 50 a été remplacé par le Som 55R en 1961, équipé du même moteur Fiat-OM CO1D de 4.156 cm3 mais dont la puissance avait été portée à 55 Ch à 1.750 tr/min. 
En 1962, le Super 55 bénéficia d'un nouveau moteur Fiat-OM CO2D/60 de 4.397 cm3 développant 60 Ch à 1.750 tr/min.

### Argentine

#### Fiat Someca Concord M50
Ce modèle est un des premiers à avoir été produit dans l'usine de la filiale argentine de  Fiat Trattori à la Ferreyra, Fiat Concord, dans la province de Córdoba.
Le Fiat Someca Concord M50, dérivé du Fiat-Someca 50, a été commercialisé de 1956 à 1964. Equipé du même moteur diesel à injection directe Fiat OM CO1/50 de 4.156 cm3 développant 50 Ch à 2.200 tr/min avec un couple de 6,5 mkg à 1.500 tr/min. 
Ce tracteur mesurait 2.595 mm de longueur et la voie avant était modulable de 1.306 à 1.706 mm, la voie arrière de 1.300 à 2.000 mm. Une amplitude peu commune à l'époque.

## La suite de la gamme

### Fiat 55C / 55L & 55R
Dès la fin des années 1940, le marché des gros tracteurs en Italie faisait la part belle aux constructeurs étrangers. Fiat Trattori a voulu contrer cette situation en présentant, en 1951, un tout nouveau modèle à chenilles, le Fiat 55C', dont le nombre désigne toujours la puissance du moteur en chevaux DIN. La version avec chenilles marais est baptisée 55L.
En 1954, Fiat opère une modification importante sur les 55C et 55L. Equipés comme tous les tracteurs à chenilles Fiat avec un volant de direction ou une commande par leviers en option. La seconde série de 1954 inaugure une commande par leviers en série, comme sur les engins de travaux publics ; la commande par volant devient une option. 
En 1954, Fiat a décidé d’utiliser la même base technique pour lancer son premier grand tracteur à roues, le Fiat 55R. Il pouvait être équipé indifféremment d'un moteur essence ou diesel Fiat de 6.546 cm3 développant 50 Ch à 1.400 tr/min. Dans la version de base, le gros moteur diesel devait être démarré, à froid, avec l'aide d'un petit moteur auxiliaire à essence à deux cylindres. Le démarrage électrique était une option. La boîte de vitesses comportait 5 rapport avant et 1 arrière. La fabrication de ce modèle pris fin en 1953.
Le tracteur Fiat 55R sera remplacé en 1959 par la nouvelle gamme Fiat OM 512 / 513 R. 

### Fiat 60C
Deux ans plus tard, en 1956, la puissance du moteur Fiat type 604.010 est portée à 60 ch et les modèles porteront les références Fiat 60C. Les tracteurs conservent les mêmes caractéristiques dimensionnelles que leurs prédécesseurs, les Fiat 55C et 55R.

### Fiat 70
En 1958, les Fiat 70 remplace le 60C, équipé du moteur diesel Fiat type 604 dont la puissance a été augmentée jusqu'à 70 Ch à 1.650 tr/min, conservant quasiment la même technologie presque inchangée. Très apprécié des agriculteurs, sa fabrication ne fut arrêtée qu'en 1967. 

### Fiat 80
En 1961, le Fiat 80 remplace le 70C équipé du moteur diesel Fiat type 604 dont la puissance a été portée à 80 Ch à 1.650 tr/min. Les tracteurs ont conservé quasiment la même technologie presque inchangée. Très appréciés des agriculteurs aux vastes propriétés, la fabrication ne fut arrêtée qu'en 1971. 
Dans certains pays d'exportation, comme la Finlande, le Fiat 80R a été commercialisé sous le nom de Fiat 100.